# Лоренца Іззо
Лоренца Іззо (ісп. Lorenza Izzo; 19 вересня 1989, Сантьяго) — чилійська актриса і фотомодель.

## Біографія
Батьки — Клаудіо Іззо і модель Розіта Парсонс. У Лоренци є сестра Клара.
Почала кар'єру актриси в 2011 році. У тому ж році була номінована на премію «Copihue de Oro» в категорії «Телемодель». У 2012 році знялася у фільмі «Афтершок». У 2013 році з'явилася у двох епізодах серіалу «Гемлокова Штольня». У 2014 році була номінована на премію «BloodGuts UK Horror Award» в категорії «Найкраща актриса» за роль у фільмі «Зелене пекло». Знімалася у фільмах «Статеве виховання» і «Хто там».
8 листопада 2014 року вийшла заміж за режисера Елая Рота. 16 липня 2018 року Рот подав на розлучення з Іззо після майже чотирьох років шлюбу.

## Фільмографія
| Рік  |    | Українська назва                       | Оригінальна назва                           | Роль                                 |
| ---- | -- | -------------------------------------- | ------------------------------------------- | ------------------------------------ |
| 2011 | ф  | Шкода ваше весілля                     | Que pena tu boda                            | Люсія Едвардс                        |
| 2012 | ф  | Афтершок                               | Aftershock                                  | Кайлі                                |
| 2012 | ф  | Шкода вашу сім'ю                       | Que pena tu familia                         | Люсія Едвардс                        |
| 2012 | ф  | Інструкції на мій похорон              | Instrucciones Para Mi Funeral               | Олімпія                              |
| 2013 | с  | Гемлокова Штольня                      | Hemlock Grove                               | Брук Блюбелл (2 епізоди)             |
| 2013 | ф  | Зелене пекло                           | The Green Inferno                           | Жюстін                               |
| 2013 | тф | Я — Віктор                             | I Am Victor                                 | Лена Енглс                           |
| 2014 | ф  | Незнайомець                            | The Stranger                                | Ана                                  |
| 2014 | ф  | Статеве виховання                      | Sex Ed                                      | Пілар                                |
| 2015 | ф  | Хто там                                | Knock Knock                                 | Генезіс                              |
| 2015 | кф | Халати: Життя після зомбі-апокаліпсису | Lab Coats: Life After the Zombie Apocalypse | Алексіс                              |
| 2016 | ф  | Жахливі свята                          | Holidays                                    | Джин                                 |
| 2016 | с  | Нагодуй звіра                          | Feed the Beast                              | Пілар Еррера (основна роль)          |
| 2017 | с  | Вимір 404                              | Dimension 404                               | Вел Ернандес (епізод 1.06 «Impulse») |
| 2018 | с  | Повсякденний стиль                     | Casual                                      | Тетяна (6 епізодів)                  |
| 2018 | ф  | Життя, яке воно є                      | Life Itself                                 | Елена Демпсі-Гонсалес                |
| 2018 | ф  | Будинок з годинником у стінах          | The House with a Clock in its Walls         | місіс Барнавельт                     |
| 2019 | ф  | Одного разу в… Голлівуді               | Once Upon a Time in Hollywood               | Франческа Каппучі                    |
| 2019 | ф  |                                        | Where We Go from Here                       | Іріс                                 |
| 2020 | с  |                                        | Penny Dreadful: City of Angels              | Санта-Муерте (8 епізодів)            |
| 2021 | ф  |                                        | Women Is Losers                             | Селіна                               |
|      | ф  |                                        | Confess, Fletch                             |                                      |